# Leo Sorteni
Leo Sorteni (Venezia, 1892 – 19 dicembre 1960) è stato un politico e ingegnere italiano, primo sindaco di Monza dopo la Liberazione.

## Biografia
Nacque a Venezia, trasferendosi in giovane età nella città di Monza. Iscritto alla Facoltà di Ingegneria del Politecnico di Torino, venne chiamato alle armi allo scoppio della prima guerra mondiale. Membro del Partito Popolare, con l'avvento del fascismo si allontanò dalla politica attiva.
Richiamato alle armi col grado di tenente colonnello durante la seconda guerra mondiale venne fatto prigioniero nella campagna del Nordafrica e trasferito in un campo prigionieri in India. Con la fine del conflitto rientrò in Italia, venendo eletto primo sindaco repubblicano della città di Monza.